# Santo Domingo (Volk)

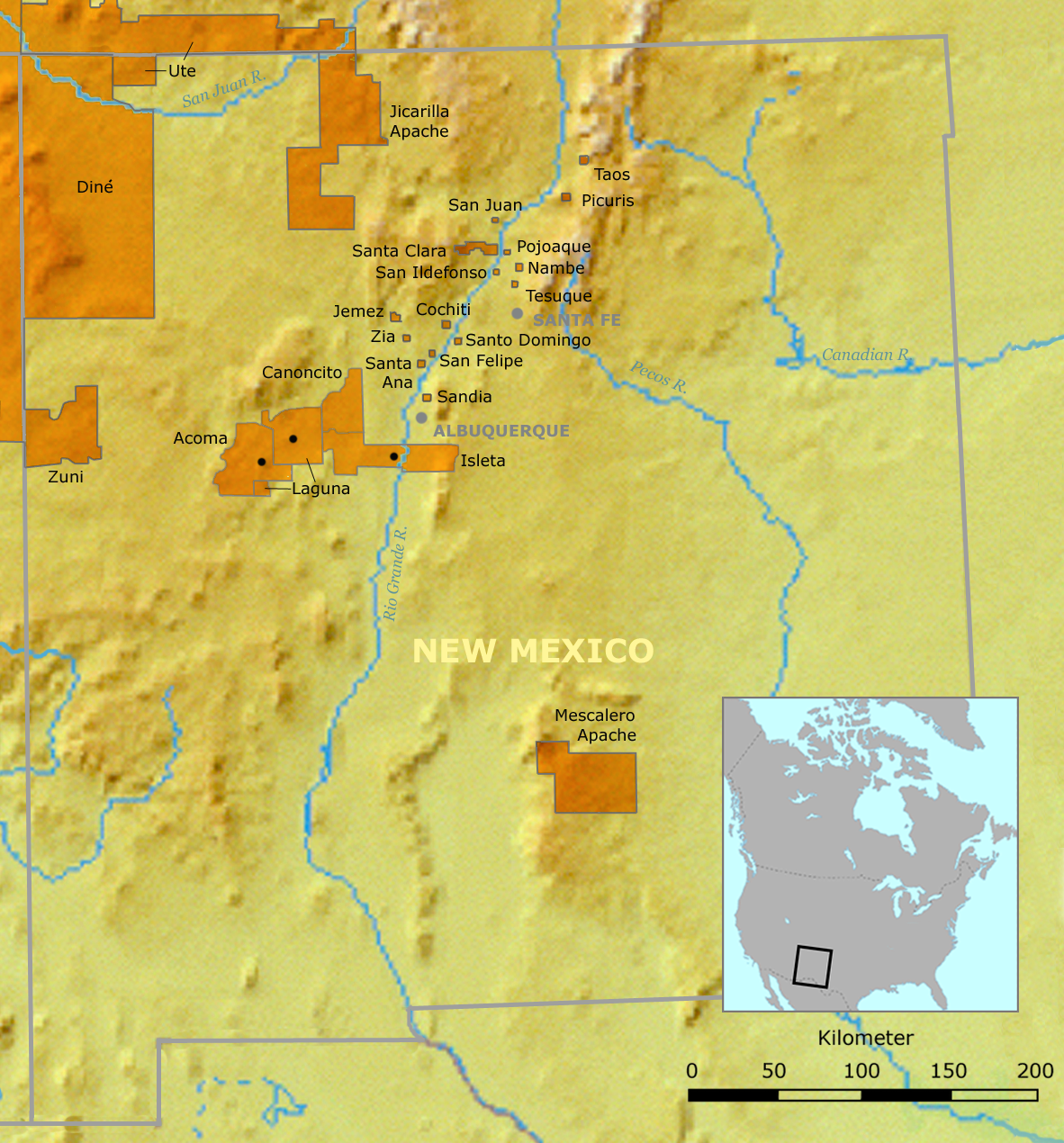
Lage des Santo-Domingo-Pueblos, benachbarter Pueblos und Reservate in New Mexico

Die Kewa Pueblo (auch Kiuwa, sprich: ‘KEE-wah’, englisch Aussprache: ‘Kay-Wa’, bis 2009 als Santo Domingo Pueblo bezeichnet) zählen zu den Pueblo-Völkern und sprechen Östliches Keres, das heute als Isolierte Sprache gilt. Der Name ist die spanische Bezeichnung für den Heiligen Dominikus, dem Gründer des Ordens der Dominikaner, da die Spanier ihre Missionen nach Heiligen der katholischen Kirche benannten. Viele Missionen wiederum wurden zu Keimzellen neuer Pueblo-Gemeinschaften oder neben bestehenden Pueblos zur Missionierung der Indianer errichtet. In den Archiven wird Kewa Pueblo zuerst als Gipuy erwähnt. Der Pueblo liegt im Südwesten der USA am Rio Grande in New Mexico, etwa 40 km südwestlich von Santa Fe.

## Geschichte
Der heutige Kewa Pueblo stammt aus der Zeit um 1700. Eine verheerende Flut im Jahre 1886 zerstörte einen großen Teil des Pueblos und seine Kirche. Es war bald wieder aufgebaut und eine neue Kirche wurde 1890 errichtet, die heute noch existiert. Hochwasser war schon immer eine Bedrohung für die Bewohner; mindestens drei ihrer früheren Pueblos und zwei spanische Missionen sind den Fluten des Rio Grande zum Opfer gefallen.
Juan de Oñate suchte Kewa Pueblo 1598 auf und traf sich dort mit den Führern von mehr als dreißig Pueblos. Ob sie es völlig verstanden hatten, dass die Spanier ihr Land beanspruchten, ist nicht überliefert worden, aber Onate war davon überzeugt, dass die Versammelten der Krone und der Kirche Beweise ihrer Loyalität geliefert hätten.
Der Dolmetscher Alonza Catiti aus Kewa Pueblo war einer der drei Führer des Pueblo-Aufstands von 1680. Der Pueblo wurde zu dieser Zeit verlassen und das Volk zog nach La Cieneguilla in Erwartung eines spanischen Angriffs. Im Jahre 1683 kehrten die meisten von ihnen zurück.
Die Bewohner von Kewa Pueblo widerstanden der Eroberung durch die Spanier; sie zerstörten ihren Pueblo und verbündeten sich mit den Jemez. Ihr Dorf in der Nähe von Jemez wurde zwei Jahre später von Diego de Vargas zerstört und viele von ihnen gingen in die Gefangenschaft. Einige konnten zu den Hopi-Dörfern flüchten und andere, die bei den Rebellen in La Cieneguilla geblieben waren, zogen zusammen mit Cochiti-Flüchtlingen ins Land der Acoma, wo sie den neuen Pueblo Laguna errichteten.
Kewa Pueblo wurde später von de Vargas Gefangenen und Rückkehrern aus dem Hopi-Land wiederbesiedelt. Dazu kamen eine Anzahl Tano sprechender Indianer aus dem Galisteo Becken, die vor den Comanchen geflohen waren.

## Lebensweise und Kultur
So weit wie möglich verfolgten die Indianer eine Politik des passiven Widerstandes gegenüber den Spaniern. Einheimische Zeremonien wurden weiter heimlich gegen den Willen der katholischen Kirche abgehalten. Ihre heutige Abwehr gegen Leute, die neugierig auf ihre alten Rituale sind, stammt wahrscheinlich aus dieser Zeit.
Kewa Pueblo ist seit langer Zeit als das konservativste aller Pueblos bekannt und man tat nichts bis heute, um diesen Titel loszuwerden. Die Leute sind freundlich aber selbstbewusst. Im Stamm ist man sich in hohem Masse über Regierungs- und Religionsangelegenheiten einig, obwohl der äußere Druck zum Wechsel groß ist. Elektrizität, Rohrleitungen und andere moderne Errungenschaften kann man im Pueblo deutlich erkennen, aber die Bewohner widerstehen jeder Versuchung, die ihre Lebensweise verändern würde. Doch vor einiger Zeit haben sie den Wunsch nach besserer Ausbildung für ihre Kinder geäußert.
Die Wirtschaft des Pueblos basiert auf Farmarbeit für den Eigenbedarf, Viehzucht, Lohnarbeit und Brandbekämpfung. Die lokalen Ressourcen werden schon bald nicht mehr ausreichen, um den Bedürfnissen der wachsenden Bevölkerung zu entsprechen.
Viele Einwohner verdienen ihren Unterhalt mit handwerklicher Arbeit. Sie stellen Töpferwaren und Silberschmuck her, aber am bekanntesten ist der Schmuck aus Muscheln und Türkisen. Diese Halsketten (irrtümlich Wampum genannt) sind bei Indianern anderer Stämme sehr begehrt; hierdurch wurden die Bewohner des Kewa Pueblo zu reisenden Händlern. Schon um 1850 kannte man sie als Händler bei Stämmen in Oklahoma. Es ist nicht ungewöhnlich, diese Indianer in weit entfernten Städten anzutreffen, wo sie ihre Waren verkaufen.
Der US-Zensus aus dem Jahr 2000 ergab 4.282, davon 2.300 ständige Bewohner, in dem rund 268 km² großen Reservat.